# Microrégion de Pirapora
La microrégion de Pirapora est l'une des sept microrégions qui subdivisent le Nord du Minas, dans l'État du Minas Gerais au Brésil.
Elle comporte 10 municipalités qui regroupaient 160 798 habitants en 2006 pour une superficie totale de 23 072 km2.

## Municipalités[1]
- Buritizeiro
- Ibiaí
- Jequitaí
- Lagoa dos Patos
- Lassance
- Pirapora
- Riachinho
- Santa Fé de Minas
- São Romão
- Várzea da Palma